# 유럽 공학자
유럽 공학자(European Engineer, EUR ING)는 32개 이상의 유럽 국가에서 사용되는 우수한 공학자를 위한 국제 전문 자격 및 직함이다.

## 같이 보기
- 이름앞 칭호